# Lengkong (Batangan)
Lengkong is een bestuurslaag in het regentschap Pati van de provincie Midden-Java, Indonesië. Lengkong telt 2112 inwoners (volkstelling 2010).